# Hangkanal (Schluchsee)

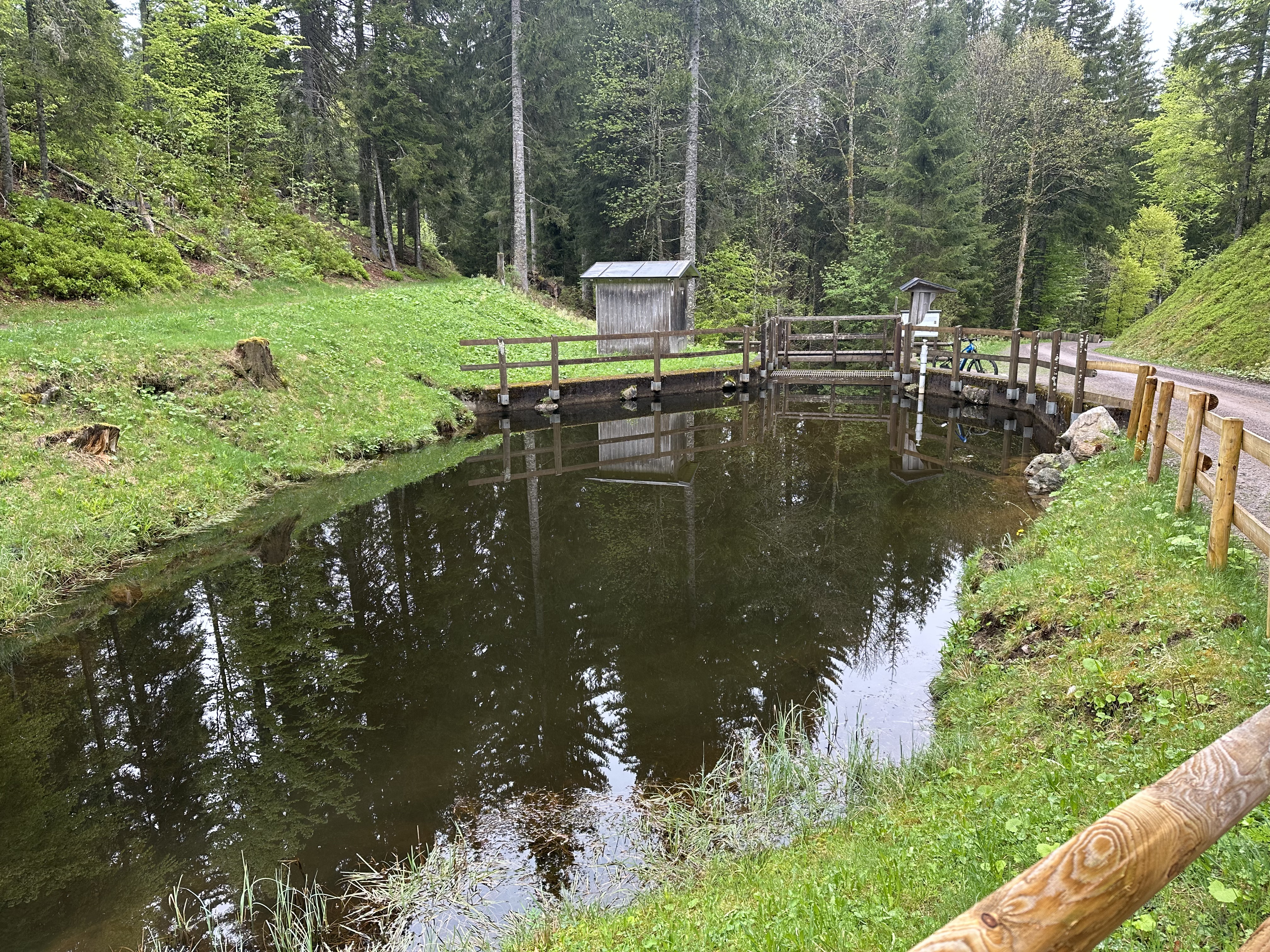
Sichtbarer Teil des Hangkanals: Eine der Fassungen, die das Wasser in den Kanal leiten

Der als Hangkanal bekannte Kanal ist ein künstlich geschaffener, weitgehend unterirdisch verlaufender Zufluss des Schluchsees. Das 1931 fertiggestellte System beginnt in Feldberg-Bärental im oberen Seebachtal und verläuft unterirdisch bis in den Windgfällweiher. Von dort fließt das Wasser in einer Kanalrinne in den Schluchsee. Er befindet sich im Eigentum der Schluchseewerk AG.
In seinem Verlauf nimmt der Kanal Niederschlags- und Oberflächenwasser auf. An sieben größeren Fassungen werden Bäche aufgestaut und Wasser entnommen, bei 50 weiteren werden kleine Bäche in den Kanal geleitet. Dadurch werden größere Mengen Wasser aus den Oberläufen der Wutach entnommen. Insbesondere dem Seebach, der aus dem Feldsee in den Titisee fließt und dem Schwarzenbach, der nach Vereinigung mit dem Haslachbach, dem ebenso Wasser entnommen wird, als Haslach in der oberen Wutachschlucht in die Gutach fließt und zur Wutach wird.
Der Kanal vergrößert das Einzugsgebiet des Schluchsees um 23 km². Er verläuft etwa 10,5 Kilometer unterirdisch und auf den Gemarkungen Feldberg, Lenzkirch und Schluchsee.

## Verlauf und Aufbau

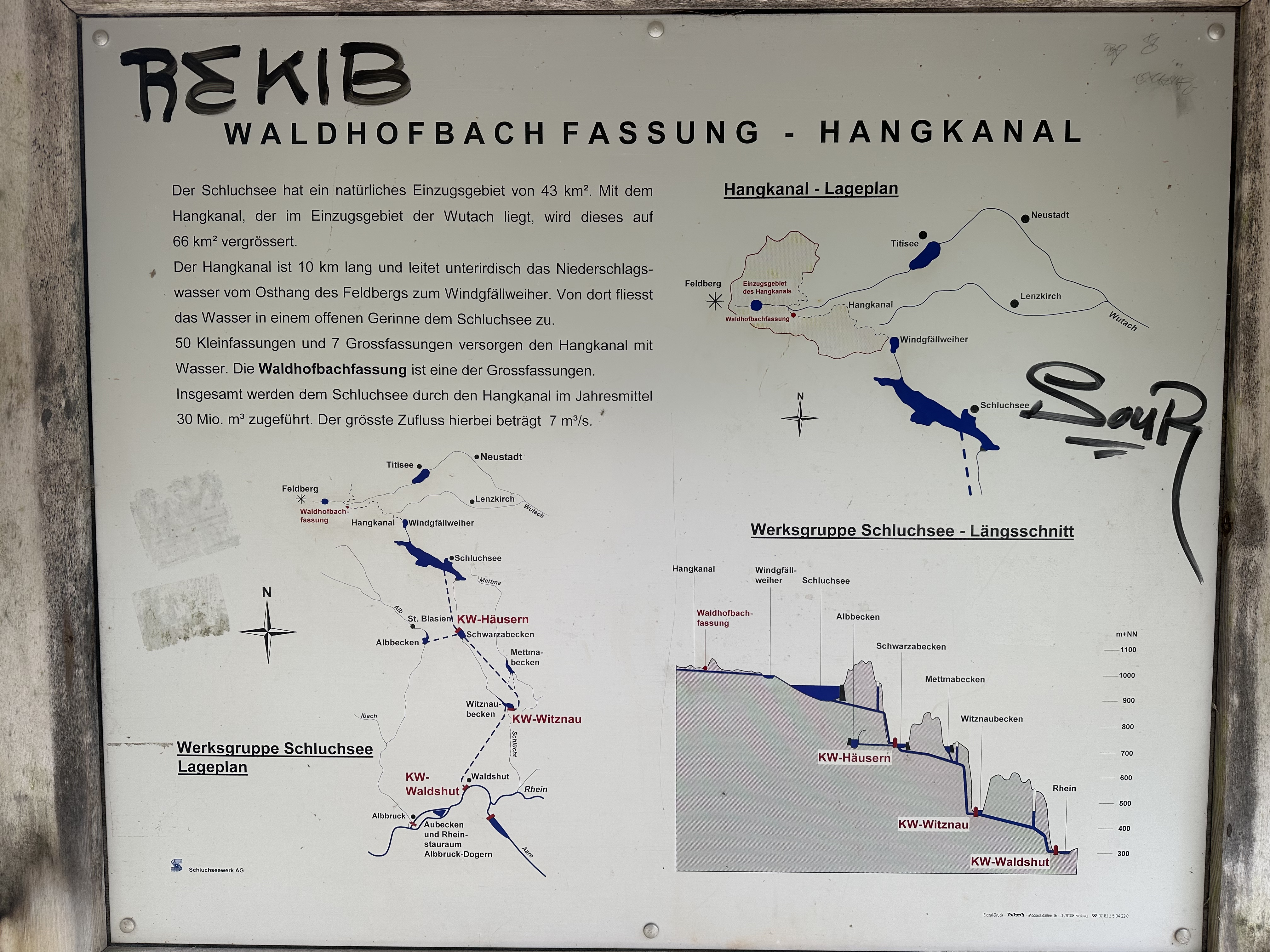
Infotafel zum Hangkanal an einem Wanderweg neben dem Waldhofbach

Der Hangkanal beginnt in den östlichen Hängen des Feldbergs, im Seebachtal oberhalb des Titisee. Grundsätzlich unterirdisch, wird er dort an künstlich geschaffenen Fassungen an Bächen immer wieder sichtbar. Dort wird der Sägenbach aufgestaut und das Wasser in den Kanal geleitet, es folgt die Fassung am Goldersbach, Seebach, Wannebach und Waldhofbach. Der Kanal hat hier eine Kapazität von 5,7 m³/s. Weitere Kleinst- und Kleinfassungen, die im Verlauf des Kanals liegen und meist kleine Bäche aufnehmen, haben keine Mindestabflussmengen, sodass die Bäche teilweise in den Kanal münden. Sie machen circa 15 % der Gesamtwassermenge im Kanal aus.
Weiter verläuft der Kanal durch Bärental und oberhalb des Rotmeer. In Neuglashütten befindet sich die Großfassung Haslachbach, anschließend verläuft der Kanal unter Altglashütten hindurch und nimmt dort an der Schwarzenbachfassung noch einmal Wasser auf. In den Orten, die der Kanal unterquert, gibt es immer wieder Kanaldeckel, von denen aus ein Zugang in den Kanal möglich ist.

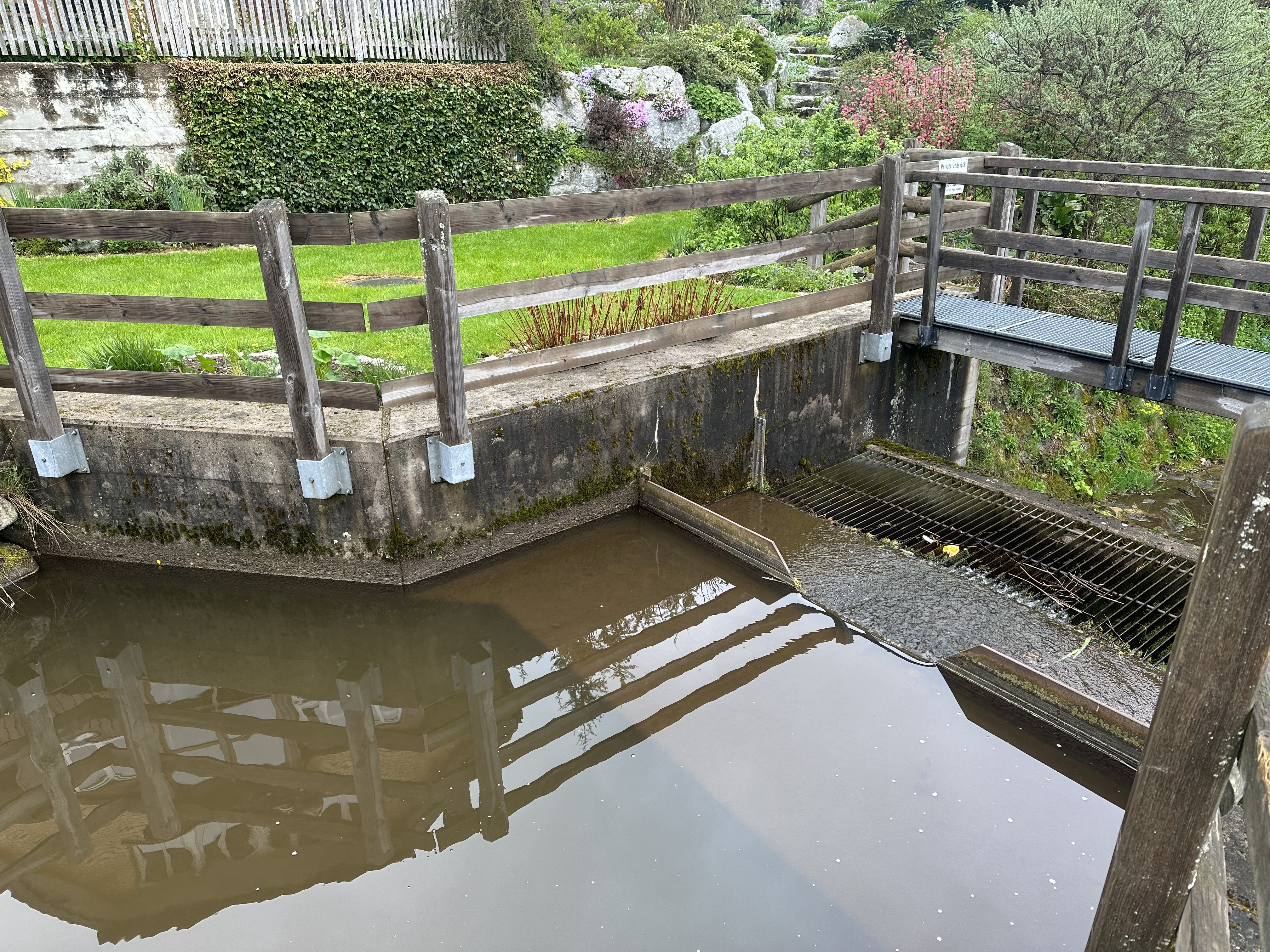
Die Fassung Schwarzenbach in Altglashütten

Von Altglashütten aus verläuft der Kanal mit einer Kapazität von 7,2 m³/s durch den Lochert und mündet als große Röhre am nordwestlichen Ufer in den Windgfällweiher. Von der Sägenbachfassung bis zum Windgfällweiher steigt der Durchmesser des Kanals schrittweise von 1,25 m auf 1,70 m an. Ganz im Süden befindet sich der Ablauf des Sees. Dort zieht sich der Hangkanal als oberirdische Rinne fließend nach Aha und mündet nach einem Knick im Verlauf schließlich in den Schluchsee.
Dadurch, dass der Kanal Wasser aus Bächen aufnimmt, die hauptsächlich Oberflächenwasser führen, schwankt die Menge des geführten Wassers. In trockenen Sommern ist der Kanal weitgehend leer, in niederschlagsreichen Jahreszeiten sehr voll.

## Geschichte
Im Zuge der Anstauung der Schwarza und der damit verbundenen Vergrößerung des natürlichen Zungenbeckensees Schluchsee durch das Schluchseewerk sollte die Zuflussmenge erhöht werden, um mehr Wasser zur geplanten Elektrizitätsgewinnung zur Verfügung zu haben. Deswegen vergrößerte man das Einzugsgebiet des Schluchsees, indem man das bis dahin zur Wutach fließende Wasser der Ostseite des Feldbergs über den Windgfällweiher dem Schluchsee zuführte. Die Planungen begannen 1921, am 1. August 1924 erhielt das damals zuständige Badenwerk die Wassernutzungsrechte.
In den Jahren 1927 und 1928 schloss das Badenwerk mit den damals betroffenen Gemeinden Bärental, Altglashütten, Neuglashütten und Falkau (heute alle Gemeinde Feldberg) Verträge über die Wassernutzung und den Bau des Kanals und dass kein für die Wasserversorgung notwendiges Quellwasser in den Kanal geleitet werde. Der Hangkanal wurde im Grundbuch der Kommunen verankert.

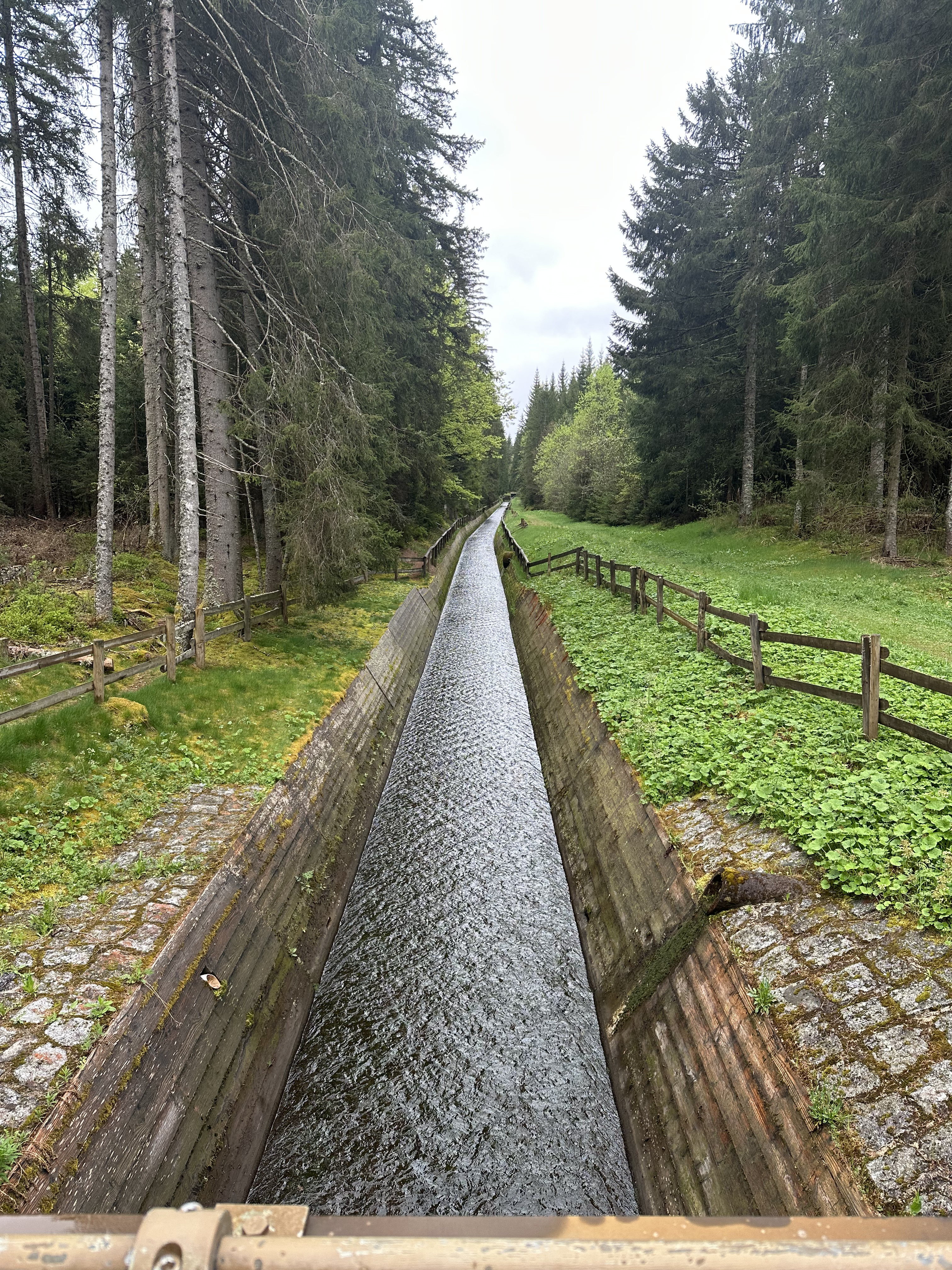
Die Rinne zwischen Windgfällweiher und Schluchsee

Das Schluchseewerk übernahm den Windgfällweiher 1929 und leitete den Ausfluss in den Schluchsee um. Der Hangkanal wurde 1931 fertiggestellt und ist seitdem in Betrieb.
2016 stellte das Schluchseewerk einen Antrag auf die Fortsetzung der Nutzungsgenehmigung, diese wurde im Rahmen der Entscheidung über den Betrieb der Oberstufe Häusern im Januar 2018 bis zum 13. März 2077 erteilt.

## Auswirkungen
Der Kanal leitet im Mittel rund 30 Millionen Kubikmeter Wasser jährlich (0,95 m³/s) in den Schluchsee, die andernfalls über die Wutach in den Rhein geflossen wären. Dabei reduziert er die Wassermenge insbesondere des Seebachs und des Schwarzenbachs teils deutlich. Bis zu 70 % der Durchflussmenge des Seebachs werden entnommen und statt natürlich in den Titisee zu fließen, in den Windgfällweiher geleitet. Die Menge an Wasser, die durch den Seebach in den Titisee fließt, reduzierte sich mit der Fertigstellung des Kanals von etwa 41 Millionen Kubikmeter pro Jahr (1,30 m³/s) auf 18 Millionen Kubikmeter (0,57 m³/s). Die über Jahrhunderte entlang der oberen Haslach und des Seebachs praktizierte Flößerei ist heute an den entsprechenden Gewässern nur noch schwer vorstellbar, weil der Pegel durch den Hangkanal deutlich niedriger ist als früher.
Die hydrologische Zusammensetzung des Windgfällweihers ist stark vom Hangkanal beeinflusst. Da die Wassermengen stark schwanken, aus anderen Gebieten kommen und das Wasser des Hangkanals grundsätzlich kälter als das des Sees ist, bestimmt es die Nährstoff- und pH-Zusammensetzung.